# North Carolina FC
Carolina RailHawks – amerykański klub piłkarski z siedzibą w mieście Cary z Karolinie Północnej. Założony w 2006 roku, w sezonach 2007-2009 uczestniczył w rozgrywkach USL First Division, w sezonie 2010 w USSF Division 2 Professional League, a od sezonu 2011 w NASL. Drużyna rozgrywa swoje mecze na stadionie WakeMed Soccer Park. Jej barwy to pomarańczowy, biały i niebieski.

## Skład na sezon 2012
| Nr | Poz. | Piłkarz              |
| -- | ---- | -------------------- |
| 1  | BR   | Akira Fitzgerald     |
| 2  | OB   | Greg Shields         |
| 3  | OB   | Kupono Low (kapitan) |
| 4  | PO   | Tommy Drake          |
| 5  | PO   | Amir Lowery          |
| 6  | OB   | James Scott          |
| 7  | PO   | Austin da Luz        |
| 9  | NA   | Jason Garey          |
| 10 | PO   | Mike Palacio         |
| 11 | PO   | Ty Shipalane         |
| 12 | BR   | Nic Platter          |
| 13 | PO   | Brian Ackley         |
| 14 | OB   | Nick Millington      |

| Nr | Poz. | Piłkarz            |
| -- | ---- | ------------------ |
| 15 | OB   | Austen King        |
| 16 | OB   | Jamie Finch        |
| 17 | OB   | Gale Agbossoumonde |
| 18 | BR   | Ray Burse          |
| 20 | PO   | Bréiner Ortiz      |
| 21 | NA   | Brian Shriver      |
| 22 | NA   | Zack Schilawski    |
| 23 | PO   | Nick Zimmerman     |
| 25 | OB   | Sam Stockley       |
| 26 | PO   | Cory Elenio        |
| 27 | OB   | John Krause        |
| 32 | OB   | Justin Willis      |

## Reprezentanci kraju grający w klubie
- Gale Agbossoumonde
- Rey Ángel Martínez
- Kithson Bain
- Chris Nurse
- Gregory Richardson
- Cephas McColm
- Etienne Barbara
- John Krause
- Kupono Low
- Ronald Cerritos
- Sallieu Bundu
- Mustapha Sama
- Stephen Glass
- Paul Ritchie
- Gavin Glinton
- Joel John Bailey
- Kevin Jeffrey
- Marcelo Romero
- Hamed Modibo Diallo

## Osiągnięcia
- NASL
  - zwycięzca (sezon zasadniczy): 2011
- USL First Division
  - 2. miejsce (sezon zasadniczy): 2009
- USSF Division 2 Professional League
  - wicemistrz (playoff): 2010
  - zwycięzca (konferencja NASL): 2010

## Rok po roku
| Rok  | Dywizja | Liga                                | Sezon zasadniczy              | Faza playoff           | Open Cup          | Śr. frekwencja |
| ---- | ------- | ----------------------------------- | ----------------------------- | ---------------------- | ----------------- | -------------- |
| 2007 | 2       | USL First Division                  | 8. miejsce                    | ćwierćfinał            | półfinał          | 4,962          |
| 2008 | 2       | USL First Division                  | 8. miejsce                    | nie zakwalifikował się | 3. runda          | 3,869          |
| 2009 | 2       | USL First Division                  | 2. miejsce                    | ćwierćfinał            | 2. runda          | 2,943          |
| 2010 | 2       | USSF Division 2 Professional League | 1. miejsce, NASL (4. miejsce) | finały                 | 2. runda          | 2,241          |
| 2011 | 2       | NASL                                | 1. miejsce                    | półfinały              | nie wziął udziału | 3,353          |